# Tadarida
Tadarida är ett släkte av fladdermöss, som ingår i familjen veckläppade fladdermöss.

## Utseende
Stora arter blir 8,5 till 10 cm långa (huvud och bål), har en svanslängd av 4 till 5,5 cm och en vikt mellan 25 och 40 gram. Deras underarmar som bestämmer individens vingspann är cirka 6 cm långa. Tadarida brasiliensis är den minsta arten med en kroppslängd (huvud och bål) av 4,6 till 6,6 cm, en svanslängd av 2,9 till 4,4 cm och en vikt mellan 10 och 15 gram. Arternas päls har huvudsakligen en rödbrun till svart färg.
Påfallande är veckade läppar och den långa svansen. Ibland förekommer ett band av hud mellan öronen. Tadarida skiljer sig även i tändernas konstruktion från närbesläktade fladdermöss.

## Utbredning och habitat
Släktet förekommer i varma regioner över hela jorden och är variabel angående habitat. De lever i tätare skogar och i öppna landskap. Beroende på art vilar de i trädhålor, i täta bladansamlingar, i grottor eller i byggnader.

## Ekologi
De vilar på dagen och letar föda på natten. Beroende på art bildar de små eller stora flockar vid viloplatsen. Hos Tadarida australis är flocken sällan större än 10 medlemmar, medan Tadarida brasiliensis bildar kolonier med 40 000 eller fler individer.
Födan utgörs av flygande insekter.
Fortplantningssättet är främst känt för Tadarida brasiliensis och det antas att andra arter från släktet har liknande beteende. Honan föder en unge efter dräktigheten som varar cirka 11 veckor, och ungen kan flyga efter ungefär 38 dagar. Könsmognaden infaller för hannar efter 18 till 22 veckor. Livslängden uppgår till åtta år.

## Systematik
Släktets taxonomi är inte helt utredd. Beroende på auktoritet listas mellan 8 och 42 arter till Tadarida. I Mammal Species of the World (2005) flyttades flera arter till släktena Chaerephon, Mops, Mormopterus, Nyctinomops, Platymops och Sauromys.
Arter enligt Wilson & Reeder (2005), utbredning enligt IUCN:
- Tadarida aegyptiaca, har flera från varandra skilda populationer i Afrika, på Arabiska halvön i västra Asien och i Indien samt på Sri Lanka.
- Tadarida australis, finns i nästan hela Australien med undantag av norra delen.
- Tadarida brasiliensis, hittas från centrala USA över Centralamerika och de karibiska öarna till centrala Chile och centrala Argentina.
- Tadarida espiritosantensis - listas av Wilson & Reeder (2005) samt IUCN som synonym till Nyctinomops laticaudatus[4][3]
- Tadarida fulminans, lever i östra Afrika och på Madagaskar.
- Tadarida insignis, flera från varandra skilda populationer i östra Asien.
- Tadarida latouchei, flera populationer i östra och sydöstra Asien.
- Tadarida lobata, förekommer med två från varandra skilda populationer i Kenya respektive Zimbabwe.
- Veckläppad fladdermus (Tadarida teneotis), finns från regioner kring Medelhavet i väst till södra Kina i öst.
- Tadarida ventralis, hittas i östra Afrika.

Arterna Tadarida kuboriensis och Tadarida australis som lever i bergstrakter på Nya Guinea respektive i Australien flyttades året 2015 till släktet Austronomus.